# Jumirim
Jumirim este un oraș în São Paulo (SP), Brazilia.